# Вардан II
Вардан II (*д/н —711) — верховний князь Кавказької Албанії у 694—711 роках (спільно з братом Гагіком I).

## Життєпис
Походив з династії Міхранідів. Син царя Вараз Трдата I та Спарами. У 694 році останній оголосив Вардана разом з братом Гагіком. Того ж року фактично опинився в полоні у візантійського імператора Юстиніана II. Невдовзі владу захопили мати Спарама разом зі своїм фаворитом Шеру. 695 року Вардана разом з братом відправлено до Константинополя. Тут він перебував до 699 року.
699 року зумів спільно з батьком та братом повернутися до Кавказької Албанії, де допомагав Вараз Трдата I у боротьбі з нападами арабів. У 705 році після смерті останнього розділив владу з братом Гагіком I, але не зміг підтвердити царський титул.
З 708 року в союзі з Візантією воював проти Арабського халіфату. У 711 році разом з Гагіком I загинув в одній з битв (за іншими відомостями помер внаслідок епідемії). Владу отримав син Нарсе.